# 박건형
박건형(朴建炯, 1977년 11월 1일~)은 대한민국의 배우이다. 2001년 뮤지컬 《더 플레이》로 데뷔하였다.

## 학력
- 서울화계초등학교
- 창북중학교
- 중앙고등학교
- 서울예술대학 연극과

## 출연작

### 텔레비전 드라마
- 2004년 SBS 《파란만장 미스김 10억 만들기》 ... 유영훈 역
- 2007년 KBS2 《꽃피는 봄이 오면》 ... 이정도 역
- 2008년 KBS2 《바람의 나라》 ... 도진 역
- 2012년 JTBC 《신드롬》 ... 강은현 역
- 2012년 MBC 《아이두 아이두》 ... 조은성 역
- 2013년 MBC 《불의 여신 정이》 ... 이육도 역
- 2016년 MBC 《워킹 맘 육아 대디》 ... 김재민 역
- 2024년 tvN 《플레이어 2 : 꾼들의 전쟁》 … 김윤기 역 (특별출연)

### 영화
- 2004년 《DMZ, 비무장지대》 ... 이민기 병장 역
- 2005년 《댄서의 순정》 ... 나영새 역
- 2006년 《생날선생》 ... 우주호 역
- 2006년 《뚝방전설》 ... 박정권 역
- 2014년 《상의원》 ... 취향루 양반 역
- 2015년 《바라던 바다》 ... 아들 역

### 뮤지컬
- 더 플레이 ... 교주 외 다역 (2001년, 예술의전당 토월극장)
- 더 리허설 ... 조연출 역 (2002년, 한전아츠풀센타)
- 사랑은 비를 타고 ... 동현 역 (2002년~2003년, 동숭아트센터 동숭홀 외)
- 토요일밤의 열기 ... 토니 역 (2003년~2004년, 예술의전당 오페라극장 외)
- 고고비치 ... 우디 역 (2004년, 예술의 전당 토월극장)
- 뷰티풀 게임 ... 존 역 (2007년~ 2008년, LG아트센터)
- 햄릿 ... 햄릿 역 (2008년~2009년, 숙명아트센터 시어터 S)
- 삼총사 ... 달타냥 역 (2009년, 충무아트홀 대극장)
- 웨딩싱어 ... 로비 하트 역 (2009년~ 2010년, 충무아트홀 대극장)
- 모차르트! ... 모차르트 역 (2010년, 세종문화회관 대극장)
- 젊은 베르테르의 슬픔 ... 베르테르 역 (2010년, 유니버설 아트센터)
- 조로 ... 조로&디에고 역 (2011년~2012년, 블루스퀘어 삼성전자홀)
- 헤드윅 ... 헤드윅 역 (2012년, KT&G 상상아트홀)
- 스칼렛핌퍼넬 ... 스칼렛 핌퍼넬 외 다역 (2013년, LG아트센터)
- 디셈버 ... 지욱 역 (2013~2014년, 세종문화회관)
- 헤드윅 ... 헤드윅 역 (2014년, 백암아트홀)
- 프랑켄슈타인 ... 빅터 프랑켄슈타인 역 (2015~2016년, 충무아트센터 대극장)
- 인터뷰 ... 유진킴 역 (2017년, 대학로 티오엠 1관)
- 모래시계 ... 우석 역 (2017~2018년, 충무아트센터 대극장)
- 바넘 ... 피니어스 테일러 바넘 역 (2018년, 충무아트센터 대극장)
- 썸씽로튼 ... 셰익스피어 역 (2020년, 충무아트센터 대극장)
- 듀엣 ... 버논 역 (2020~2021년, KT&G 상상마당 대치아트홀)
- 시카고 ... 빌리 플린 역 (2021년, 대성 디큐브아트센터)

### 연극
- 플 포 러브 ... 에디 역 (2010년, 대학로 SM아트홀)
- 택시 드리벌 ... 덕배 역 (2015년, 두산아트센터 연강홀)
- 아트 ... 마크 역 (2020년, 백암아트홀)

### 뮤직비디오
- 2005년 신혜성 - 같은 생각
- 2005년 이소은 - 닮았잖아
- 2007년 이수영 - 단발머리

## 그 외 출연

### 텔레비전 프로그램
- 2014년 MBC 《진짜 사나이》
- 2015년 tvN 《내방의 품격》
- 2016년 tvN 《드림 플레이어》
- 2016년 MBC 《은밀하게 위대하게》
- 2016년 JTBC 《김제동의 톡투유 - 걱정 말아요! 그대》
- 2017년 KBS2 《슈퍼맨이 돌아왔다》
- 2018년 JTBC 《착하게 살자》
- 2018년 SBS 《일요 특선 다큐멘터리》 137회 : 잃어버린 남산을 찾아서 ... 내레이션, 출연

### 라디오 프로그램
- 2015년 EBS FM 《EBS 책 읽는 라디오 낭독 시리즈》

### 광고
- 2003년 LG생활건강 라끄베르 가을 메이크업 (한은정(한다감)과 함께 출연)

## 수상 및 후보
| 연도 | 시상식                      | 부문                         | 작품              | 결과 |
| ---- | --------------------------- | ---------------------------- | ----------------- | ---- |
| 2004 | 제10회 한국뮤지컬대상       | 남우신인상                   | 토요일 밤의 열기  | 수상 |
| 2004 | 제21회 코리아 베스트 드레서 | 문화부문 백조상              | 빈칸              | 수상 |
| 2005 | 제4회 대한민국 영화대상     | 신인남우상                   | 댄서의 순정       | 수상 |
| 2005 | 제26회 청룡영화상           | 신인남우상                   | 댄서의 순정       | 후보 |
| 2005 | 제42회 대종상               | 신인남우상                   | 댄서의 순정       | 후보 |
| 2007 | 제43회 백상예술대상         | TV부문 남자 신인연기상       | 꽃피는 봄이 오면  | 후보 |
| 2007 | KBS 연기대상                | 남자 신인연기상              | 꽃피는 봄이 오면  | 후보 |
| 2009 | 제10회 골든티켓 어워즈      | 뮤지컬배우부문 티켓파워상    | 빈칸              | 수상 |
| 2010 | 제4회 더 뮤지컬 어워즈      | 남우주연상                   | 웨딩싱어          | 후보 |
| 2012 | 제6회 더 뮤지컬 어워즈      | 남우주연상                   | 조로              | 후보 |
| 2014 | MBC 방송연예대상            | 쇼·버라이어티 부문 우수상    | 진짜 사나이       | 수상 |
| 2016 | MBC 연기대상                | 연속극부문 남자 최우수연기상 | 워킹 맘 육아 대디 | 후보 |